# Abu l-Abbas Ahmad II
Abu l-'Abbas Ahmad (in arabo أبو العباس أحمد‎?; ... – 1394) è stato un califfo hafside dell'Ifriqiya, che rimase al potere dal 1370 al 1394.
Restaurò il regno hafside ridandogli pieno potere, dopo il periodo di declino che seguì l'invasione di Ifriqiya guidata da Abu Inan Faris della dinastia dei Merinidi del Maghreb al-Aqsa (attuale Marocco).
Morì nel 1394 e gli succedette al trono il figlio Abu Faris Abd al-Aziz II.